# Lillipathes quadribrachiata
Lillipathes quadribrachiata är en korallart som först beskrevs av van Pesch 1914.  Lillipathes quadribrachiata ingår i släktet Lillipathes och familjen Schizopathidae. Inga underarter finns listade i Catalogue of Life.